# Leys d'amors
Le Leys d'amors  o Flors del Gay Saber è tra i primi  e il più importante trattato provenzale in cui vengono codificati forme e stilemi usati da trovatori e trovieri, posteriore al periodo d'oro dell'arte trobadorica. Questa sorta di grammatica normativa per la lingua occitana in auge nella letteratura del XII-XIII secolo venne commissionata dal Consistori del Gay Saber a Guilhem Molinier, che ne fece la prima stesura (1328-1338), onde poter giudicare, in base a questa codificazione, gli agoni poetici che proprio quest'istituzione indiceva annualmente. Tale codice regolamentativo fu adottato anche in Catalogna e alla corte d'Aragona.
Ci furono altre due stesure successive: quella del 1337-1343 e l'ultima del 1355-1356 curata da Joan de Castellnou.
Le Leys d'Amors non prescrivevano soltanto norme per la forma, gli stilemi e il corretto uso della lingua occitana nelle composizioni poetiche, ma anche regole attinenti al contenuto, alle buone maniere, alla morale, alla religione: una sorta di galateo ante litteram riguardante il comportamento poetico e morale da tenere e la poesia nel suo complesso. Infatti, i Flors del Gay Saber si propongono di...
sentendec. En avol amor. Ni en dezonest dezerier. E car aquestas Leys damors son fachas per doas cauzas especialmen. Entre las autras. La una per essenhar los noels dictadors per qual maniera sapian dictar en Romans. E la segonda per refrenar los fols aymadors e per ostar et esquivar lors dezonestz e no legutz deziriers»
Come si può notare, benché traggano ispirazione dalla precedente tradizione poetica occitana, le Leys d'Amors condannano nettamente certi aspetti adulterini dell'amor cortese, tipici della poesia trobadorica del periodo aureo, testimoniando di fatto un inevitabile stacco rispetto all'età cortese.
L'Act de dictier in lingua d'oïl di Eustache Dechamps è l'equivalente delle Leys occitane, da cui attinge a piene mani.